# Vinzenz Maschek
Vinzenz Maschek (auch: Vincens, Vinzens, Vincenz; * um 1800; † um 1875) war ein tschechischer Komponist, Chorleiter und Kirchenmusiker.

## Leben
Über das Leben Vinzenz Mascheks ist noch wenig bekannt. Vermutlich war er ein Sohn Pavel Mašeks, der gleichnamige Vincenc Mašek wäre demnach sein Onkel. Bis 1846 war Maschek k.u.k. Revisionsbeamter in Ruskberg und leitete die dortige Berg-Kapelle. Aus dieser Zeit stammt der Walzer Carnevals-Erinnerungen für Orchester, den er Johann Strauss widmete. Von 1846 bis vermutlich 1848 oder 1849 war er Musiklehrer des Temeswarer Musikvereins. Danach war er Organist und Chorleiter der katholischen Pfarrkirche St. Anna in Weißkirchen. Hier wurde 1853 seine Messe für Sopran, Alt, Tenor, Bass und Orchester aufgeführt. Als weitere große Kompositionen entstanden in Mascheks Weißkirchener Zeit u. a. eine Messe mit Graduale, ein Tantum ergo für gemischten Chor und Orchester, das Oratorium Die Charfreytags-Feyer, das Graduale Pastorale und ein Ave Maria et Salve Regina, dessen Autograph sich in der Musikaliensammlung der Österreichischen Nationalbibliothek befindet.
Dem Kaiser Franz Joseph I. widmete Maschek eine Messe nebst Graduale und Offertorium (1856) sowie einen Deffilirmarsch. Der Prinzessin Sophie, die nur zwei Jahre alt wurde, widmete er zur Geburt ein Wiegenlied, das 1856 bei Spina in Wien im Druck erschien. Eine Widmung an Königin Elisabeth trug seine Romanische Weise aus einer National-Melodie für Klavier, deren Autograph ebenfalls im Besitz der Österreichischen Nationalbibliothek ist. Ab den 1860er Jahren lebte Maschek erneut als Komponist, Gesangslehrer und Organist der Synagoge in Temeswar. Aus dieser Zeit stammt ein Offertorium für Bass-Solo, Sopran, Alt, Tenor, Orgel und Orchester. In Pančevo wurden nach 1880 sein Pastoral-Terzett O Jesu mi dulcis für Sopran-, Alt- und Baritonsolo, Orgel und Orchester und das Offertorium Magna es Domino für Chor, Orgel und Orchester aufgeführt.